# Л’Иль-Журден (графство)

Графство Л’Иль-Журден на карте провинции Арманьяк

Л’Иль-Журден (L’Isle-Jourdain) — сеньория, затем графство во Франции.
Располагалась в Восточной Гаскони. Столица — одноименный город западнее Тулузы.
Первый сеньор, о котором имеются сведения — Одон Раймонд, упоминаемый в хартиях 1048 и 1060 годов.
В 1340-е годы король Филипп VI возвёл сеньорию Л’Иль-Журден в статус графства.
Последний представитель правящего рода — Жан Журден III (1350/1360 — после февраля 1411), граф де Л’Иль-Журден, викон де Жимоэ, барон де Фламаран, сеньор де Клюзель, де Комон и де Моро. В 1405 году с согласия своего племянника Юга де Кармена продал графство Л’Иль-Журден графу Клермона Жану де Бурбону. Тот перепродал его в 1421 году Жану IV, графу д’Арманьяк.